# Mandchourie

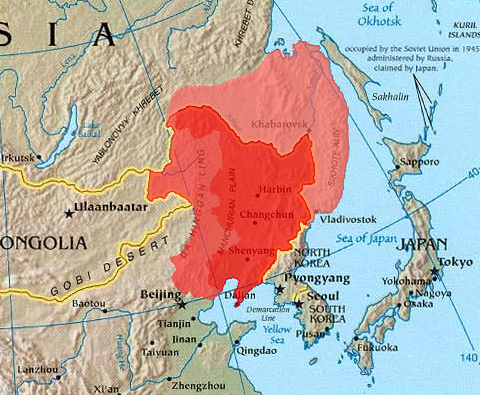
Carte de la Mandchourie au sens le plus large, incluant l'île de Sakhaline.
Mandchourie-Intérieure
Région Nord de la Mongolie-Intérieure
Mandchourie-Extérieure

La Mandchourie (chinois simplifié : 满洲 ; chinois traditionnel : 滿洲 ; pinyin : Mǎnzhōu) est un vaste territoire au nord-est de l'Asie, dont la plus vaste extension se situe au nord-est de la Chine (environ 1 550 000 km2) et à l'est de la Russie sur l'océan Pacifique (environ 1 000 000 km2).

## Géographie
La Mandchourie est entourée de la Mongolie à l'ouest, de la Sibérie au nord, de la Chine au sud-ouest et de la Corée au sud-est.
Cependant, aucun terme pour « Mandchourie » n'existe en langue mandchoue, qui désignait à l'origine, lorsque les Mandchous contrôlaient la Chine (dynastie Qing), la région comme « les trois provinces orientales » (mandchou : ᡩᡝᡵᡤᡳ
ᡳᠯᠠᠨ
ᡤᠣᠯᠣ, Dergi ilan golo ; Mandarin : 东三省 / 東三省, dōng sānshěng). Ce nom semble avoir été introduit en France par Edme Mentelle et Conrad Malte-Brun en 1804.
Le nom Mandchourie peut désigner différentes régions de taille variable, qui sont de la plus petite à la plus grande :
- les provinces de Jilin, Heilongjiang et de Liaoning de la république populaire de Chine selon leurs frontières de 1956 ;
- les trois provinces ci-dessus, plus la partie orientale de la Mongolie-Intérieure, soit les zones administrées par le Hulunbuir, la ligue de Xing'an, Chifeng et Tongliao) ;
- la région ci-dessus, plus l'ancienne province du Rehe. Le Rehe recouvre partiellement des territoires déjà décrits, auxquels s'ajoute le Nord du Hebei autour de Chengde. Ces limites correspondent à celle du Mandchoukouo ;
- la région ci-dessus, plus la Mandchourie-Extérieure ou aujourd'hui, Mandchourie russe, une région en Russie qui s'étend des fleuves Amour et Oussouri aux monts Stanovoï et à la mer du Japon (par rapport à la Mandchourie extérieure, le reste de la Mandchourie est quelquefois appelée « Mandchourie intérieure ») ; la Mandchourie extérieure comprend le kraï du Primorié, le Sud du kraï de Khabarovsk, l'oblast autonome juif et l'oblast de l'Amour. Elle fit partie de la Mandchourie chinoise selon les termes du traité de Nertchinsk de 1689, mais fut cédée à la Russie par sa révision, avec le traité d'Aïgoun (1858). Une troisième révision de ce traité fut faite en 1860 lors de la convention de Pékin qui réduira encore le territoire mandchou au profit de la Russie ;
- la région ci-dessus, plus l'oblast de Sakhaline, qui est généralement indiquée sur les cartes chinoises ou de la CIA comme faisant partie de la Mandchourie extérieure, même si elle n'est pas explicitement mentionnée dans le traité de Nertchinsk.

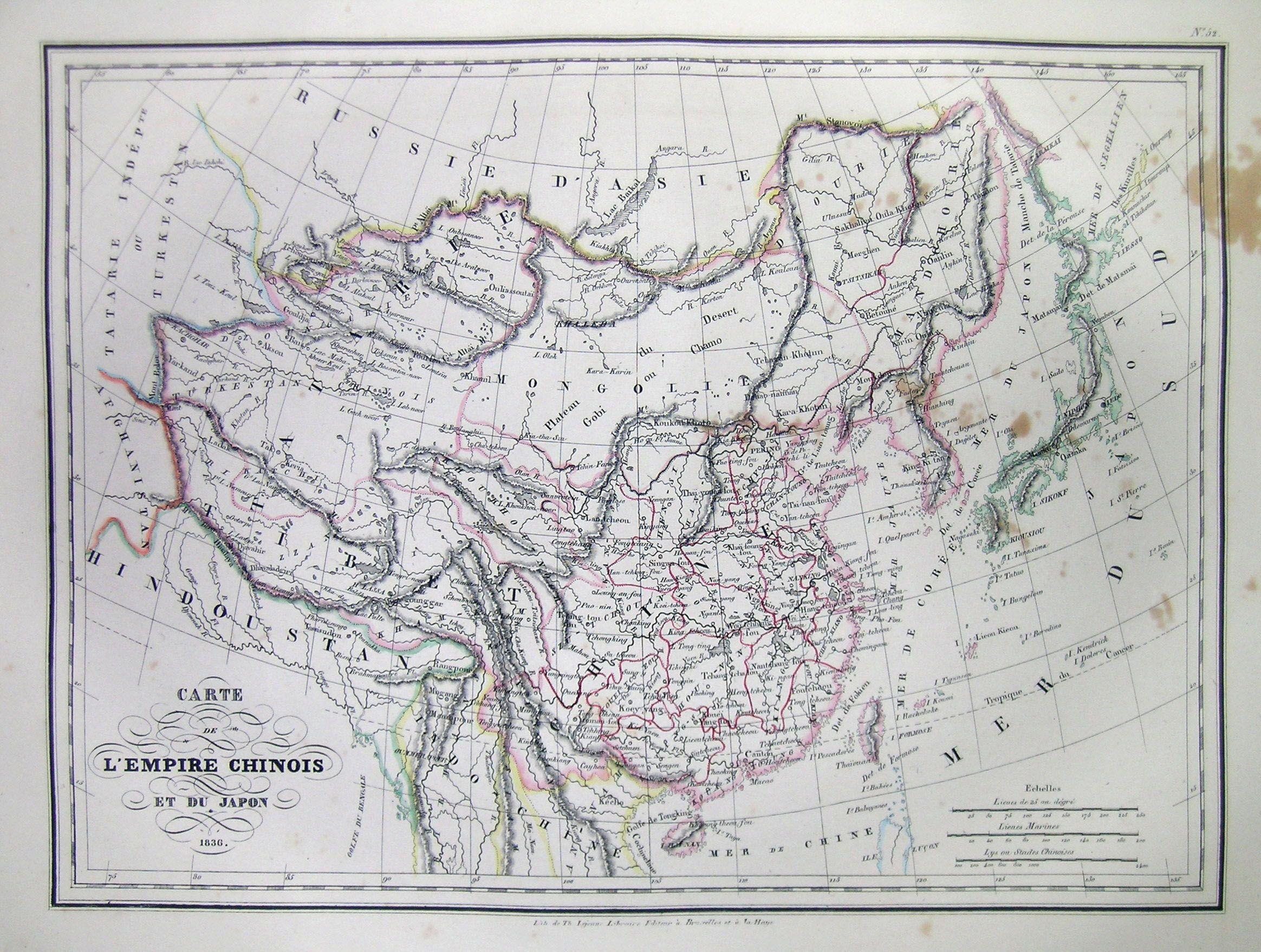
Mandchourie, Daourie, Mongolie et Turkestan chinois sur une carte de l'Empire chinois (1836).

## Histoire

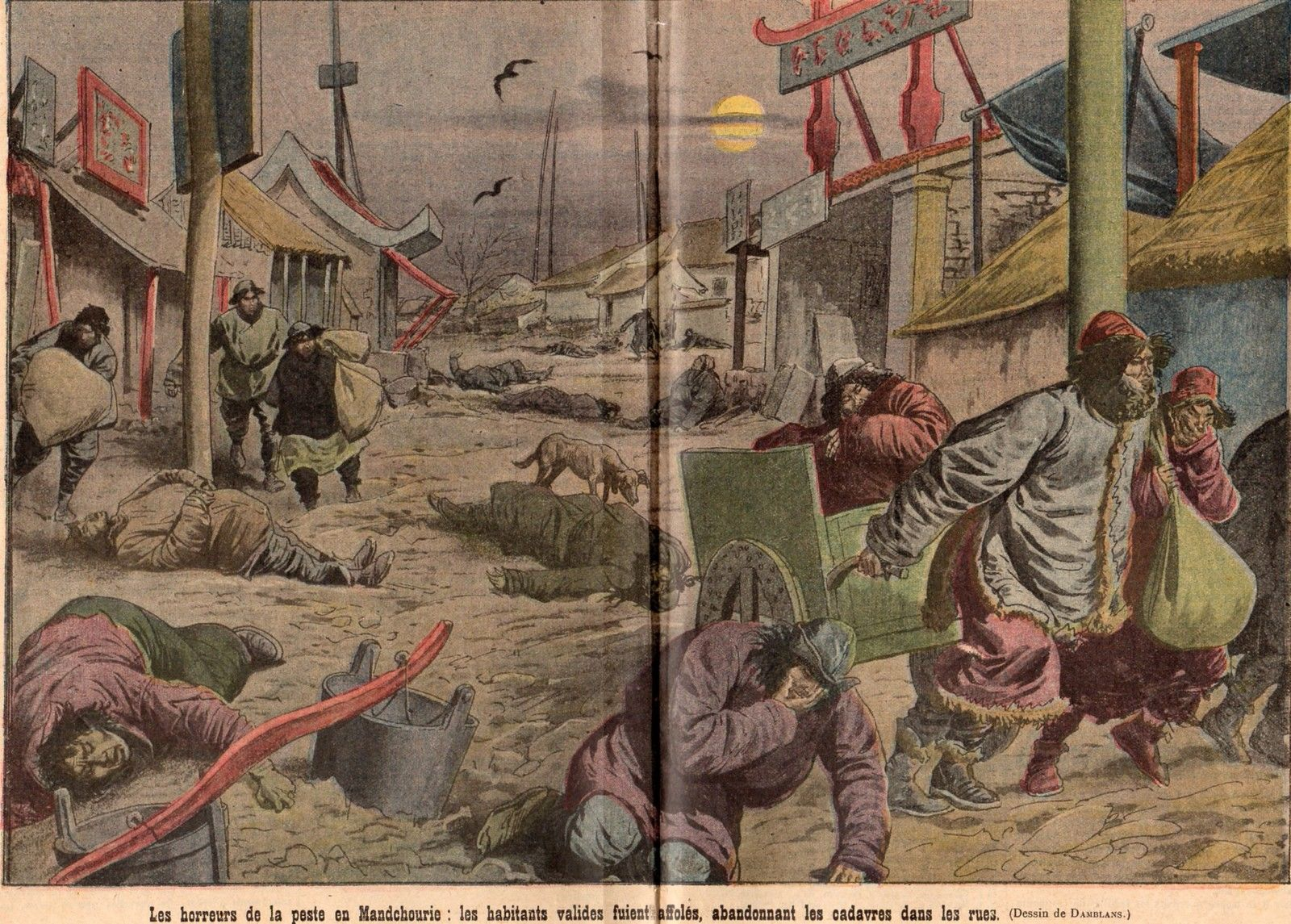
Épidémie de peste de 1911 en Mandchourie.

La Mandchourie a été le berceau des peuples xianbei, khitan et jurchen. Ces derniers ont fondé plusieurs dynasties en Mandchourie comme dans d'autres régions de Chine. La dynastie Jin (1115-1234) qui prit le pouvoir sur les Khitans, fut écrasée par les Mongols à l'époque de Gengis Khan. La plus récente et la plus célèbre fut, lors de la dynastie des Jin postérieurs, leur prise de pouvoir sur l'ensemble de Chine au XVIIe siècle (dynastie Qing, parfois Tsing), où ils furent rebaptisés Mandchous (mandchou : , translittération Manju). Ils donnèrent leur nom à la région, et gouvernèrent la Chine jusqu'à sa chute en 1911, lors de la révolution initiée par le soulèvement de Wuchang dans l'actuelle Wuhan.
Le Nord de la province est frappé par une épidémie de peste, provenant des marmottes, de novembre 1910 à mars 1911 qui fait des centaines de milliers de victimes.

### République de Chine
De 1912 à 1931, la région est dominée par une faction armée mandchoue dite du Fengtian et se trouve sous domination économique japonaise. À la suite d'un conflit sino-soviétique (1929), elle est envahie par le Japon en 1931.

#### Mandchoukouo

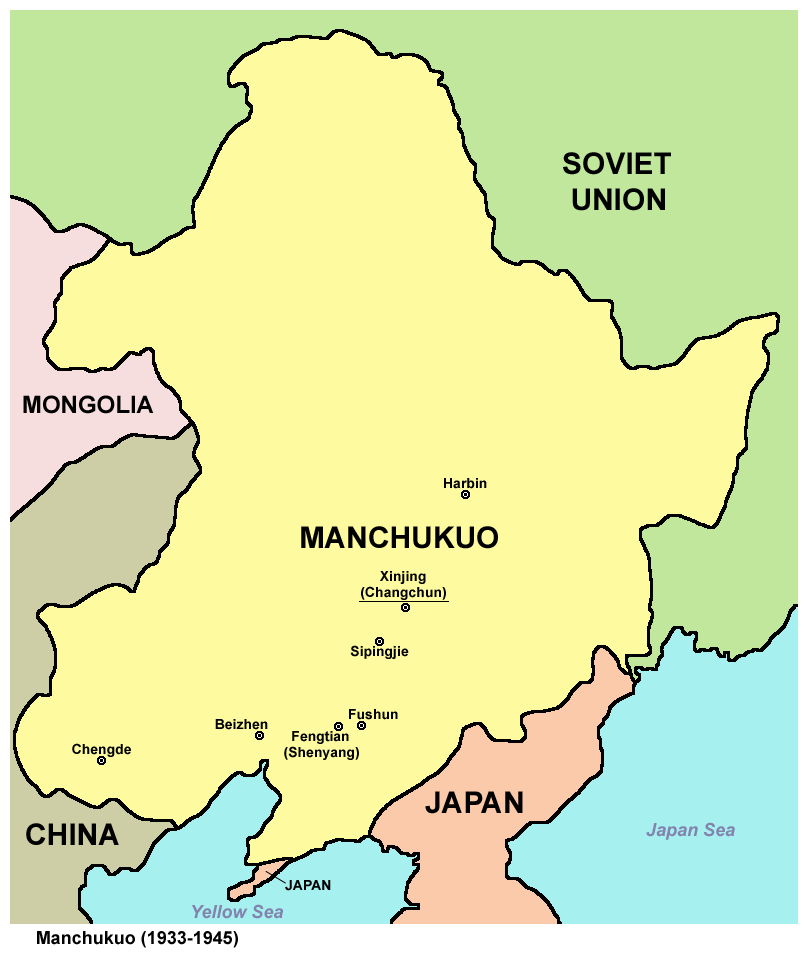
Carte du Mandchoukouo.

Entre 1931 et 1945, la Mandchourie constitue l'avant-poste de l'occupation de la Chine par l'empire du Japon dans le cadre de sa politique expansionniste. Les Japonais y créent un nouvel État, le Mandchoukouo (满洲国 / 滿洲國, mǎnzhōu guó, « État mandchou » ; en japonais : manshūkoku (満州国) ; en kyūjitai : 滿洲國) et placent à sa tête Puyi, le dernier empereur de Chine, descendant de la dynastie mandchoue des Qing, déchu en 1912, avec le titre d'empereur du Mandchoukouo.
Présenté par les Japonais comme un pays indépendant de la Chine et inversement comme un État fantoche par les Chinois, la Mandchourie est abolie en 1945 par les Soviétiques lors de leur attaque contre le Japon à la fin de la Seconde Guerre mondiale.

### République populaire de Chine
Depuis 1949, en république populaire de Chine, la Mandchourie ne correspond plus à aucune région administrative. En revanche, le Nord-Est chinois, ou Dongbei, identifie dans le langage courant un territoire et une culture spécifique à l'intérieur du territoire chinois. Aujourd'hui, le territoire de la Mandchourie est subdivisé par le Liaoning, le Jilin, le Heilongjiang et une partie de l'Est de la Mongolie-Intérieure. 
Certains noms de famille chinois, caractérisés par leur bivalence, gardent encore les origines mandchoues de leur ascendance. La ville de Harbin est un exemple de toponyme d'origine mandchoue.

### Dans la fiction
- Le roman de Shan Sa : La Joueuse de go
- Le film Le Dernier Empereur
- Le film Urga
- Le film Le Bon, la Brute et le Cinglé de Kim Jee-woon
- Le film War of the Arrows
- Le manga/anime Golden Kamui, la Mandchourie est un territoire important dans l'histoire des personnages principaux.